# Piruvato sintasa
La piruvato sintasa (EC 1.2.7.1) es una enzima que cataliza la conversión de acetil-CoA a piruvato. A esta enzima en particular también se la conoce como piruvato:ferredoxina oxidorreductasa (PFOR).
El equilibrio relevante catalizado por la PFOR es el siguiente:
Por lo tanto los sustratos son acetil-CoA, dióxido de carbono, ferredoxina reducida, e iones hidronio; mientras que los productos son piruvato, CoA, y ferredoxina oxidada.

## Clasificación
Esta enzima pertenece a la familia de las oxidorreductasas, más concretamente a aquellas oxidorreductasas que actúan sobre un grupo oxo o aldehído como donante de electrones, con una sulfoferroproteína como aceptor.

## Nomenclatura
El nombre sistemático de esta clase de enzimas es piruvato:ferredoxina 2-oxidorreductasa (CoA-acetilante). Otros nombres de uso común pueden ser piruvato oxidorreductasa, piruvato sintetasa, piruvato:ferredoxina oxidorreductasa y pirúvico-ferredoxina oxidorreductasa.

## Estructura y función
Esta enzima contiene tiamina difosfato y clústeres [4Fe-4S]. Esta enzima participa en cuatro rutas metabólicas; el metabolismo del piruvato, el metabolismo del propanoato, el metabolismo del butanoato, y el ciclo reductivo del carbono (fijación de carbono).
Su principal papel es en la extracción de equivalentes de reducción por descarboxilación. En los organismos aeróbicos, esta conversión es catalizada por la piruvato deshidrogenasa, la cual también utiliza pirofosfato de tiamina, pero utiliza a un lipoato como aceptor de electrones. A diferencia de la enzima aeróbica, el complejo PFOR transfiere equivalentes de reducción hacia flavinas o grupos hierro-azufre. Este proceso vincula a la glicólisis con la vía de Wood-Ljungdahl.
La enzima puede también descarboxilar 2-oxobutirato, pero con menor eficiencia, aunque no muestra actividad frente al 2-oxoglutarato. Esta enzima es miembro del grupo de las 2-oxoácido oxidorreductasas, una familia de enzimas que descarboxilan oxidativamente diferentes 2-oxoácidos para formar sus respectivos derivados CoA, y que se diferencian sobre la base de su especificidad de sustrato. Otros ejemplos de miembros de esta familia son EC 1.2.7.3 (2-oxoglutarato sintasa) y EC 1.2.7.7 (3-metil-2-oxobutanoato deshidrogenasa (ferredoxina)).

## Inhibidores
La amixicila es un potente inhibidor de la piruvato ferredoxina oxidorreductasa y se encuentra en los estudios preclínicos para su uso en el tratamiento de las infecciones por Helicobacter pylori y Clostridium difficile.